# ديفيد سميث (سياسي كندي)
ديفيد سميث هو سياسي كندي، ولد في 25 سبتمبر 1963. حزبياً، نشط في الحزب الليبرالي الكندي. وقد انتخب عضو مجلس العموم الكندي.